# Rusko-severokorejské vztahy
První diplomatický vztah Ruska se Severní Korejí byl poprvé oficiálně stvrzen smlouvou z 12. října 1948 krátce po vzniku Korejské lidově demokratické republiky. Přestože si byli blízkými spojenci během studené války, vztahy mezi nimi se po rozpadu Sovětského svazu rozvolnily. Vztah nabyl na důležitosti až v roce 2014, kdy Kim Čong-un přijal pozvání k návštěvě Ruska. Rusko a Severní Korea již od roku 1860 sdílí hranici podél části řeky Tuman (Туманная), kdy car Alexandr II. získal území postoupené Čínou v Pekingské smlouvě.
Nicméně v poslední době mínění Rusů vůči Severní Koreji podle Public Opinion Foundation postupně klesá. Průzkum BBC z roku 2014 ukázal, že 19 % Rusů vnímá vliv Severní Koreje pozitivně, 37 % vyjádřilo negativní pohled.

## Historie

### Sovětské období
Sovětský svaz poskytoval Severní Koreji značnou podporu především během studené války – během korejské války bojovalo v Severní Koreji 26 000 sovětských vojáků.[zdroj⁠?!] Gorbačovova vláda ale začala armádu za účelem usmíření vztahů s Jižní Koreou po roce 1985 stahovat.[zdroj⁠?!] Nicméně přísun zbraní pokračoval až do roku 1989, kdy se do Koreje dostaly poslední vojenské stíhačky MiG-29.

### Ruská federace

#### 90. léta

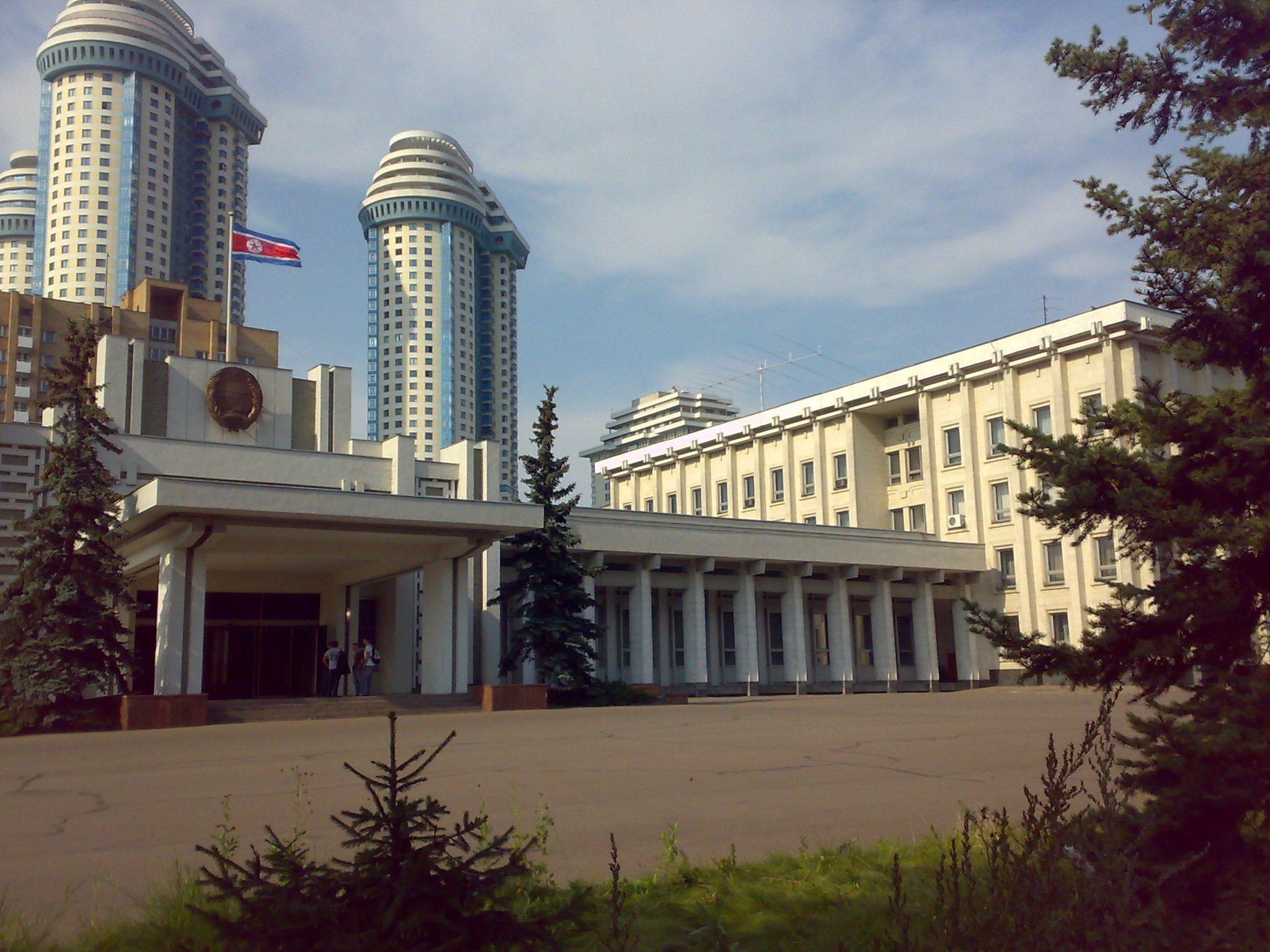
Velvyslanectví KLDR v Moskvě

Po rozpadu Sovětského svazu odmítla nová ruská vláda pod vedením Borise Jelcina poskytnout podporu Severní Koreji ve prospěch Jižní Koreje.

#### Počátek 21. století
Poté, co se Vladimir Putin stal v srpnu 1999 premiérem a následně v květnu 2000 prezidentem se přístup Pchjongjangu oproti Jelcinově politice značně proměnil. Kim Čong-il se o Putinovi vyjádřil jako o vůdci, který má „s kým vést byznys“. Přesto, intenzivní diplomatická práce vedla k průlomu v rusko-severokorejských vztazích. Tyto snahy se začaly projevovat na začátku roku 1998 a v březnu 1999 ve smlouvách o přátelství, dobrých sousedských vztazích a kooperaci. Byly podepsány v únoru 2000, poté, co Jelcin opustil politickou scénu.
Od dubna 2000 začaly tajné přípravy na návštěvu prezidenta Putina v Pchjongjangu. První setkání v historii rusko-korejských vztahů se konalo v červenci 2000, kdy byla podepsána společná deklarace, první mezinárodní dokument podepsaný Kim Čong-ilem jako vůdcem KLDR. V dubnu 2002 navštívila Moskvu delegace ze severokorejského Odboru pro atomovou energii, zastoupeného předsedou Lee Choi Saengem.

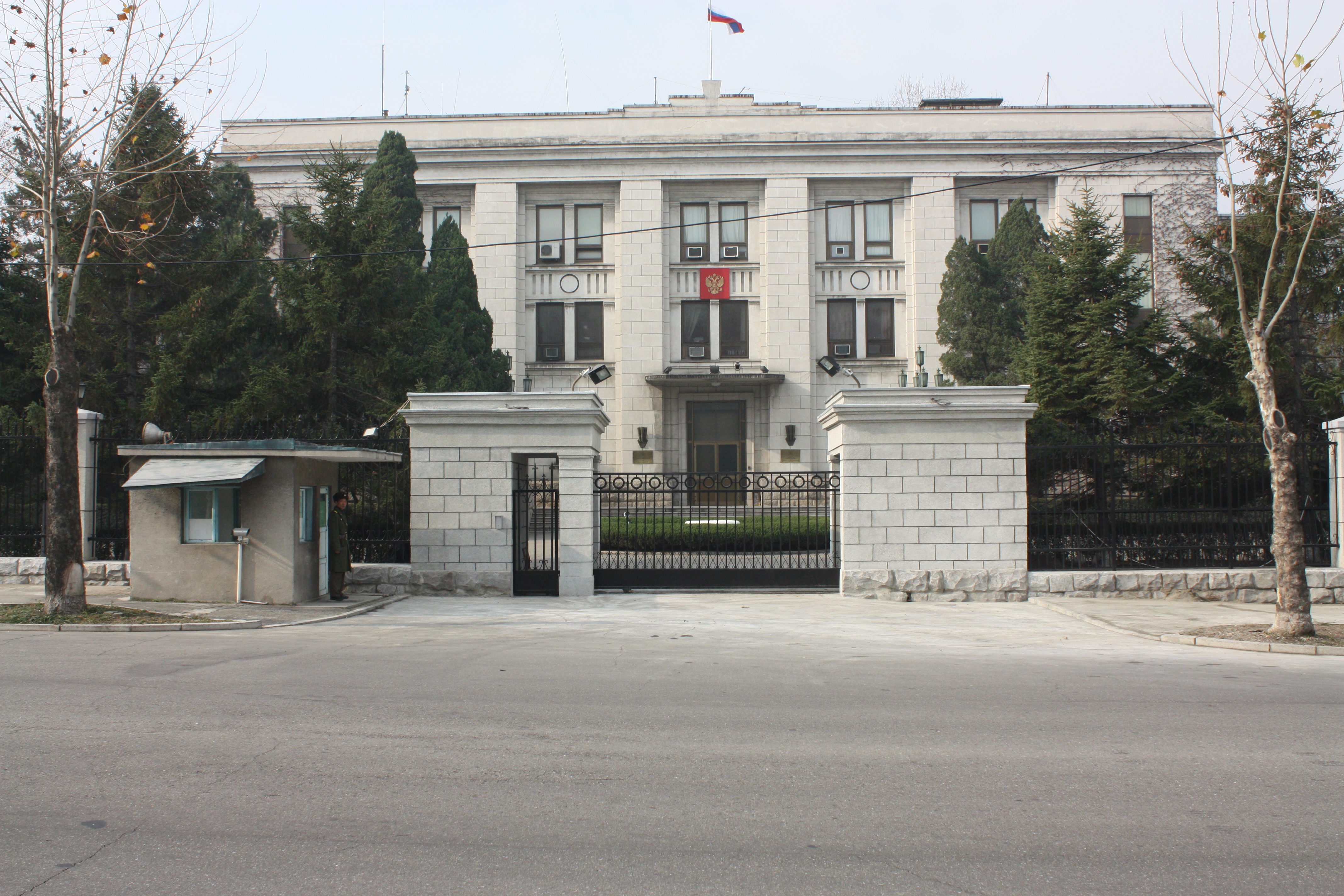
Ruská ambasáda v Pchjongjangu

V červnu 2006 se Rusko připojilo k rezoluci Rady bezpečnosti Organizace spojených národů č. 1695 odsuzující severokorejský jaderný test z roku 2006.
V dubnu 2009 podepsal ruský ministr zahraničí Sergej Lavrov v KLDR plán spolupráce ve věcech kulturní a technologické výměny se zástupcem za Kulturní zahraniční vztahy Severní Koreje Mun Jae Cholem.
Po severokorejském jaderném testu z května 2009 se vztahy KLDR s Čínou a Ruskem změnily. Rusko se ze strachu z vyvolání jaderné války přidalo k rezoluci Číny, Francie, Japonska, Jižní Koreje, Británie a Spojených států vedoucí k novým sankcím vůči Severní Koreji. Rusko se může cítit také ohroženo jadernými testy na hranicích.
Ve stejném roce se Jižní Korea přidala k plánu USA zanalyzovat množství zbraní hromadného ničení v KLDR. Ruské mediální agentury byly zděšeny[zdroj⁠?!] z reakce KLDR, která za to vyhrožovala napadením Jižní Koreje.[zdroj⁠?!]
Nedlouho poté unikla informace o telefonátu mezi vůdci obou států.[zdroj⁠?!] Nicméně Kreml sdílel informaci o telefonátu mezi tehdejším prezidentem Ruska Medveděvem a prezidentem Jižní Koreje I Mjong-bakem až v květnu 2010. V telefonátu se Medveděv zmínil, že by rád upravil znění bezpečnostní rezoluce OSN v problému jaderných testů KLDR.[zdroj⁠?!]
V červnu 2009 podpořila Čína i Rusko sankce OSN proti KLDR. Nicméně prezidenti těchto zemí se vyjádřili, že nepodporují použití síly. Stálý zástupce Ruska u OSN Vitalij Čurkin se vyjádřil, že sankce by se neměly zvyšovat, jakmile začne Severní Korea spolupracovat. V březnu 2010 podepsal Medveděv usnesení Rady bezpečnosti OSN o sankcích proti jadernému programu KLDR. Smlouva zavazuje státy ustoupit od jakéhokoli obchodu se zbraněmi se Severní Koreou a zdržet se finanční podpory, kterou by KLDR použila jako informační materiál[zdroj⁠?!] pro svůj jaderný program.
Zároveň však Rusko Severní Koreji nabídlo pro satelity svá odpalovací zařízení.

#### Od roku 2010

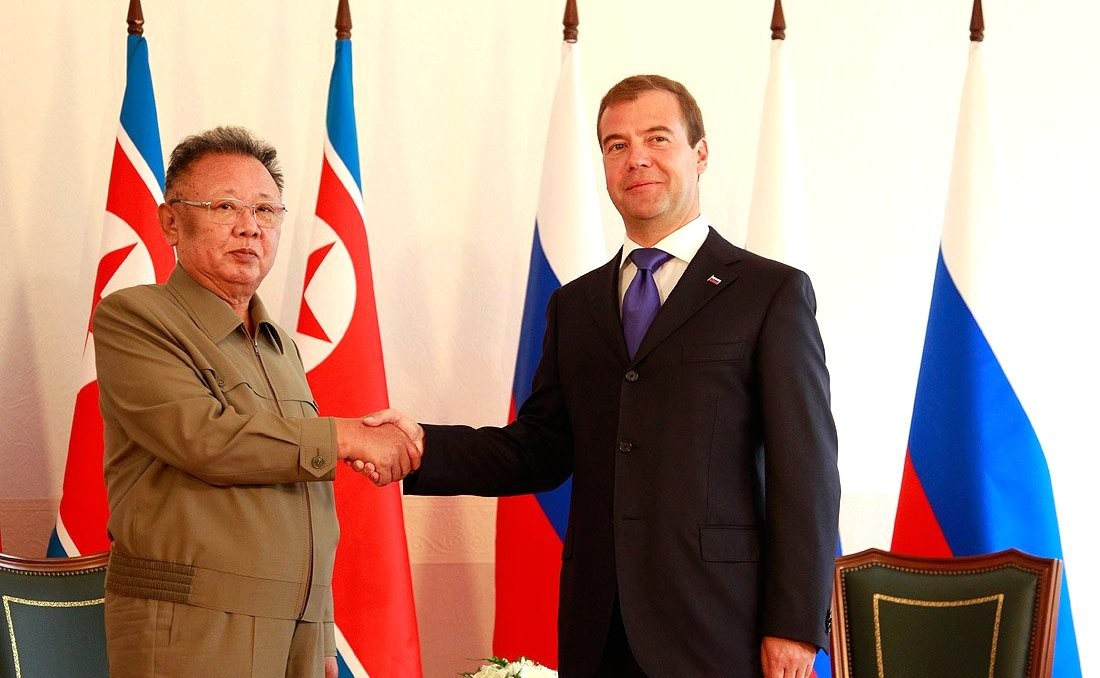
Kim Čong-il a bývalý ruský Prezident Dmitrij Medveděv v Sosnovy Bor, 2011.

V prosinci 2010 navštívil severokorejský ministr zahraničí v Moskvě svého protějška Lavrova. Tento akt byl reflektován jako pokus KLDR o kontrolu kritiky po útoku Severní Koreje na ostrov Jon-pchjong. Nicméně Lavrov útoky veřejně odsoudil.
V roce 2011 oslavili zástupci obou států na moskevské ambasádě 63. výročí ustanovení vzájemných diplomatických vztahů. O měsíc později souhlasily letecké společnosti obou zemí na vzájemném zachraňování civilistů. V květnu 2012 se přidal ruský ministr zahraničí k západnímu hlasu, který ocenil příslib KLDR o redukci jaderných zbraní, radioaktivních zdrojů a vypouštění raket dlouhého doletu.
Potom, co Putin roku 2012 vyhrál ruské prezidentské volby, dostal dopis od Kim Čong-una, ve kterém přeje prezidentovi „úspěch v zodpovědné páci na budování silného Ruska“, podle expertů vyjadřující víru v pokračování tradičních diplomatických vazeb a zesílení spolupráce.
Během návštěvy náměstka ministra zahraničí KLDR v červnu 2012 stvrdili zástupci obou států formálně obnovení smlouvy o spolupráci. Lavrov na půdě OSN odmítl kritiku Severní Korey, kterou prezentovala v 400 stránkovém dokumentu.
V září 2012 souhlasilo Rusko se smazáním 90 % ze severokorejského dluhu činícího 11 miliard dolarů jako výraz bližších vztahů se Severní Koreou i jejím novým vůdcem. Tato dohoda odstranila zákonné zábrany pro státního financování vzájemného obchodu mezi zeměmi.
Další utvrzení vztahů potvrdila série obchodních dohod týkajících se výstav nových propojujících železnic, která měla mimo jiné Rusku pomoci dostat se k severokorejským nerostným surovinám. V budoucnosti by železnice měl částečně nahradit ropovod, který Rusko mezi lety 2011–2015 v Severní Koreji budovalo.
Na podzim roku 2014 navštívil Rusko na své desetidenní cestě nový severokorejský ministr zahraničí Ri Su-Yong. Mezi hlavní témata setkání patřil „boj proti heroizaci nacismu“ a severokorejský jaderný program. Podle analytiků deníku The Guardian se Rusko snaží přesměrovat svou ekonomiku na východ, protože ukrajinská krize vedla k výraznému ochlazení vztahů se Západem. Společně s Ruskem vyhlásilo KLDR "Rok společného přátelství", jehož příčinou byly podle reportérů sankce na Ruský import do Evropy. Koncem listopadu 2014 také Rusko hlasovalo proti rezoluci OSN, která měla KLDR obvinit za zločiny proti lidskosti.
V roce 2015 podepsalo Rusko a KLDR další smlouvu o vzájemné kulturní a ekonomické výměně. V létě 2015 se rozšířily některé humanitární organizace zprávu o severokorejských dělnících, kteří v Rusku v nelidských podmínkách pracují. Dokument, který BBC rozšířila uváděl, že většina jejich platu je odváděna do pokladny KLDR a zůstávají pod hrozbou represe proti sobě či svým příbuzným, pokud se pokusí utéct. Podle vyjádření KLDR se vše odehrává v rámci smluv, které s Ruskem v minulosti podepsalo.
V roce 2016 Rusko odsoudilo plán USA postavit protijaderný štít v Jižní Koreji, zároveň se však připojilo k EU a USA v kritice jaderných testů.